# Louise Justine Delbos
Louise Justine Delbos, detta Claire (Parigi, 2 novembre 1906 – Hauts-de-Seine, 22 aprile 1959), è stata una violinista e compositrice francese.
È stata la prima moglie del compositore Olivier Messiaen.

## Biografia
Delbos nacque a Parigi, figlia di un professore della Sorbona, Victor Delbos. Sebbene dopo il matrimonio sia nota con il nome di Claire o Claire-Louise, venne battezzata con il nome di Louise Justine Delbos. Prima allieva della Schola Cantorum di Parigi studiò poi violino e composizione al Conservatorio di Parigi.
Le sue capacità come violinista accesero l'interesse del giovane Messiaen, con il quale iniziò l'attività concertistica nei primi anni 1930 e si sposò il 22 giugno 1932. Il loro matrimonio fu la fonte di ispirazione di alcune opere tra cui il Tema e variazioni (Thème et variations) (1932) per pianoforte e violino e la raccolta di Lieder Poèmes pour Mi (Poesie per Mi) (1936, orchestrati nel 1937): Mi era il nomignolo affettuoso con cui Messiaen chiamava la moglie.
Durante l'estate del 1932 la coppia si trasferì in un appartamento al civico 77 di rue des Plantes, nel XIV arrondissement di Parigi. Durante i primi anni di matrimonio, Delbos ebbe alcuni aborti spontanei, fino alla nascita dell'unico figlio della coppia, Pascal, il 14 luglio 1937
In seguito la famiglia si trasferì al civico 13 di villa du Danube nel XIX arrondissement. Tuttavia nel 1947 dovette essere operata per un tumore cerebrale. L'intervento chirurgico le salvò la vita ma le fece perdere la memoria e dovette essere ricoverata in un ospedale psichiatrico per dodici anni fino alla morte, nel 1959.

## Composizioni
Cicli liederistici (per voce e piano):
- Primevère (1935) (cinque Lieder su testi di Cécile Sauvage, madre di Messiaen):
  - Le long de mes genoux
  - J'ai peur d'être laide
  - Mais je suis belle d'être aimée
  - Je suis née à l'amour
  - Dans ma robe à bouquets bleus
- L'âme en bourgeon (1937) (otto Lieder su testi di Cécile Sauvage):
  - Dors
  - Mon coeur revient à son printemps
  - Je suis là
  - Te voilà hors de l'alvéole
  - Je savais que ce serait toi
  - Maintenant il est né
  - Te voilà mon petit amant
  - Ai-je pu t'appeler de l'ombre
- Trois aspects de la mort (1947):
  - Sans espérance (testo di Cécile Sauvage)
  - Lamentation et terreur (dal Libro di Giobbe)
- Vers elle, avec confiance (testo di René de Obaldia)

Altre opere vocali
- Psalm 141, per soprano, coro femminile, quattro onde martenot e piano. Inedito.

Organo
- Deux pièces (1935)
  - L'homme né de la femme vit peu de jours
  - La Vierge berce l'enfant
- Paraphrase sur le jugement dernier (1939)
- L'offrande à Marie (1943)
  - Voici la servante du Seigneur
  - Vierge digne de louanges
  - Mère des pauvres
  - Mère toute-joyeuse
  - Debout, la Mère des douleurs
  - Secours des Chrétiens, reine de la paix
- Parce, Domine 'Pardonnez, Seigneur, à votre peuple', pour le temps de Carême (1952)